# Lavagem de dinheiro

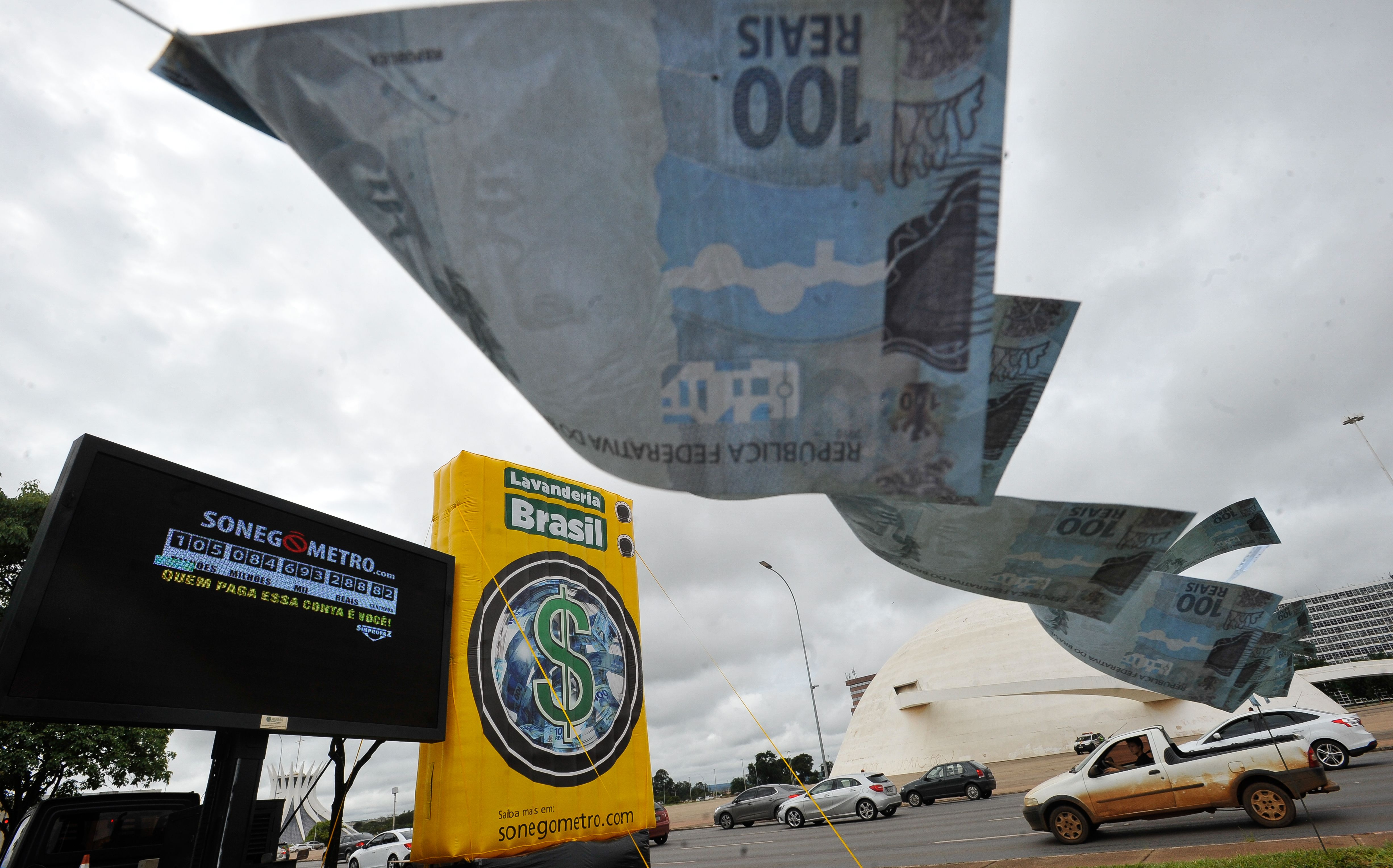
Uma máquina de lavar gigante, que simboliza os valores sonegados por lavagem de dinheiro, é instalada na Esplanada dos Ministérios, em Brasília.

Lavagem de dinheiro (ou branqueamento de capitais) é uma expressão que se refere a práticas econômico-financeiras que têm por finalidade dissimular ou esconder a origem ilícita de determinados ativos financeiros ou bens patrimoniais, de forma que tais ativos aparentem uma origem lícita ou que, pelo menos, a origem ilícita seja difícil de demonstrar ou provar.
Em outras palavras, lavar dinheiro é simular uma operação financeira para justificar valores obtidos por meios ilícitos ou não declarados. Um exemplo seria a emissão de notas fiscais falsas (por advogados, consultores, médicos...) de serviços não prestados de fato (logo, notas falsas) para justificar o recebimento de valores que, na verdade, foram recebidos por propina, venda de drogas ou simplesmente não declarados ao fisco no momento correto. É uma forma de se justificar a existência de valores ou bens obtidos de forma inidônea através de falsas operações idôneas.

## Origem da expressão
A expressão tem origem no fato de que o dinheiro adquirido de forma ilícita é sujo e, portanto, deve ser lavado para se tornar limpo.
O uso do termo "money laundering" (literalmente, lavagem de dinheiro) foi registrado pela primeira vez no jornal inglês The Guardian e popularizou-se nos anos 1970, com o Caso Watergate. Um informante, batizado de "Garganta Profunda" (William Mark Felt), aconselhou o repórter Bob Woodward, do Washington Post: "- Siga o dinheiro". O Comitê de Reeleição do então Presidente dos Estados Unidos, Richard Nixon, envolvera-se em transações financeiras que direcionavam fundos ilegais de campanha para o México e depois de volta para os Estados Unidos, através de uma companhia em Miami. A história foi contada no filme Todos os Homens do Presidente, com Robert Redford e Dustin Hoffman.
Outra possível origem ao termo remete ao mafioso Al Capone que, em 1928, teria comprado uma cadeia de lavanderias em Chicago formando a empresa de fachada Sanitary Cleaning Shops.[carece de fontes?] Esta empresa teria permitido que ele fizesse depósitos bancários de notas de baixo valor, habituais nas vendas de lavanderia, mas que eram resultantes do comércio de bebidas alcoólicas proibido pela Lei Seca vigente à época e de outras atividades criminosas que ele praticava, como a exploração da prostituição, do jogo e a extorsão.
Ainda que a associação da máfia ao termo não seja precisa, outro papel de destaque nos processos de lavagem de dinheiro é associado ao mafioso Meyer Lansky, especialmente quanto ao uso de offshores no processo.

## Evolução
A questão da lavagem de dinheiro como um problema social de caráter internacional surgiu no final dos anos 80 - mais exatamente com a Convenção de Viena em 1988 - e foi rapidamente inserida em variados instrumentos internacionais que exigiram a respectiva criminalização. O impulso inicial foi motivado pelas consequências dos lucros do tráfico de drogas.
Nos anos 1990 surge a tendência de usar essa aproximação para a prevenção e o combate ao crime organizado e particularmente sua associação com a corrupção - política, judicial, policial - enfim, Oficial, que facilite a criminalidade; e, em geral, contra toda a criminalidade que gere lucros. As 40 recomendações é o documento-referência sobre prevenção e combate à lavagem de dinheiro da Financial Action Task Force on Money Laudering - ou Grupo de Ação Financeira sobre Lavagem de Dinheiro (GAFI/FATF) - escritas em 1990, foram revisadas em 1996.
Em 2000, doze grandes bancos privados internacionais criam o Wolfsberg Group, voltado para o desenvolvimento de melhores práticas na prestação de serviços financeiros, especialmente enfatizando as políticas de conhecer o cliente (Know Your Customer, ou KYC) e desenvolver ações de prevenção e combate à lavagem de dinheiro e ao terrorismo internacional.
Na sequência dos ataques de 11 de setembro de 2001, passa a ser seriamente considerada a questão correlata do financiamento ao terrorismo.

## Terrorismo
Dadas suas características específicas, o crime de terrorismo é geralmente tratado, nas convenções internacionais, como assunto correlato à lavagem de dinheiro. Trata-se de uma exceção: no caso do terrorismo, a origem do dinheiro não precisa ser necessariamente ilícita - contrariando a definição clássica de lavagem. Um milionário pode financiar um grupo terrorista usando dinheiro lícito, obtido de seus negócios regulares. Terá, curiosamente, que "lavar dinheiro ao contrário"; ou seja, dar legalidade a um gasto ilegal, e não a um ganho.
Para tratar do terrorismo, foi necessária a edição das Recomendações Especiais sobre Financiamento do Terrorismo. Em junho de 2002, os ministros das Relações Exteriores do G-8 endossaram um conjunto revisado de recomendações sobre combate ao terrorismo que previa um compromisso para a total implementação da Resolução UNSCR 1373, da ONU - sobre repressão aos terroristas e suas atividades - e recomendações especiais para a Força-Tarefa de Ação Financeira (Financial Action Task Force - FATF) sobre o assunto.
Devido a uma legislação que favorece fortemente a assistência a estrangeiros, somente a partir de 2017 que países como Dinamarca cortaram pensões para famílias polígamas de pessoas ligadas aos rebeldes sírios no exterior.

## Metodologia

Descrição diagramática de um esquema de lavagem de dinheiro envolvendo uma empresa de serviços

O ciclo de lavagem de dinheiro pode ser dividido em três etapas distintas, no entanto, a lavagem de dinheiro é um processo único. As etapas da lavagem de dinheiro incluem:
1. Colocação (placement)
A primeira etapa requer a ocultação da origem ilícita dos recursos, por exemplo através de contrabando ou do envio de grande quantidade de moeda para fora do país por meios não oficiais, como doleiros, conversão de moeda em cheques administrativos, conversão de moeda em ativos não financeiros (compra de imóveis, veículos, máquinas etc), depósitos em contas correntes em nome de “laranjas” ou “fantasmas” (pessoas físicas ou jurídicas)
2. Circulação (layering)
Nesta etapa, o objetivo é distanciar os recursos de sua origem ilícita, de forma a dificultar seu rastreamento, por exemplo realizando depósitos em instituições no exterior, misturar rendas obtidas em atividades ilegais com rendas de fontes legítimas, fazer transferências entre contas, realizar exportações subfaturadas, superfaturadas ou fictícias
3. Integração (Integration)
Nesta etapa, o objetivo é criar uma origem aparentemente legal para o produto das atividades ilícitas para posterior uso em proveito pessoal, por exemplo: investimentos estrangeiros em empresas do esquema de lavagem de dinheiro,
empréstimos e leasing, recebimento de dinheiro de cassinos, loterias ou bingos, com aparência de prêmios legítimos.
Na integração, os valores são introduzidos na economia formal, sob a forma de investimentos - geralmente isso acontece em praças onde outros investimentos já vêm sendo feitos ou estão em crescimento, de forma a confundir-se com a economia formal. Pode-se, com a utilização de doleiros, remeter os valores em espécie para paraísos fiscais e, de lá, trazer os valores de volta, como se fossem investimentos externos - este o caso detectado pela Operação Satiagraha, da Polícia Federal brasileira: investimentos sistemáticos do exterior em um país de economia emergente.
Pode-se lavar ativos: se o lavador conseguir que pedras preciosas ou obras de arte sejam validados com certificados legais - através da corrupção de agentes públicos ou privados, o dinheiro proveniente dessas vendas não precisará ser lavado, pois sua origem será, supostamente, lícita. Assim, o que foi lavado não foi o dinheiro, mas o ativo original.

### Dinheiro Virtual
Em teoria, o dinheiro electrónico permite realizar transferências tão facilmente como notas bancárias sem registo, em particular transferências electrónicas que envolvam contas bancárias com protecção do anonimato. Na prática, no entanto, as capacidades de registo online tendem a contrariar essas intenções. Embora, algumas criptomoedas em desenvolvimento têm tentado proporcionar mais possibilidades de transacções em anonimato pelos mais diversos motivos, o grau de sucesso que alcançaram e em consequência o grau em que ajudaram as práticas de lavagem de dinheiro é controverso. Soluções como o ZCash e o Monero são exemplos de criptomoedas que prometem anonimato através da encriptação de informação (Ring Signatures) podem vir a encontrar um mercado potencial nas actividades ilícitas online.
Em 2013, Jean-Loip Richet, um investigador na ESSEC ISIC, analisou as novas técnicas utilizadas pelos cyber-criminosos num relatório entregue às Nações Unidas. Uma técnica bastante popular era transformar dinheiro real em criptomoedas chamadas Liberty Reserve e assim conseguir envia-las e recebe-las anonimamente. O receptor poderia converter as moedas Liberty Reserve em dinheiro apenas pagando uma pequena taxa num banco. Em maio 2013, as autoridades dos Estados Unidos dissolveram a Liberty Reserve acusando o seu fundador entre outros de lavagem de dinheiro.
Apesar disso, outras criptomoedas são utilizadas com a mesma finalidade, tais como Bitcoin, Monero, Litecoin e Dogecoin por exemplo, sendo que os sistemas criptográficos utilizados para proteção dos registros de tais criptoativos e a forte especulação por detrás dos mesmos são um grande incentivo para que tal meio seja utilizado seja para lavagem de dinheiro, seja como meio de pagamento para atividades ilícitas a nível internacional.
Outra estratégia emergente de lavagem de dinheiro é usar jogos online. Com o crescente número de jogos online, como Second Life e World of Warcraft, é possível converter dinheiro em bens, serviços ou dinheiro virtual, este que pode depois ser novamente convertido em dinheiro.

### Lavagem de dinheiro inversa
A lavagem de dinheiro inversa consiste em mascarar uma fonte de rendimento legal quando estes fundos têm intenções de ser utilizados em actividades ilícitas. É usualmente utilizada para financiar terrorismo mas também pode ser utilizada por organizações criminosas que investiram em actividades legais mas que querem manter anonimato. Dinheiro recebido através de transferências electrónicas escondidas não são incluídas no relatório financeiro e por isso podem ser utilizados para escapar a impostos, subornos e para pagar salários "por debaixo da mesa".
O problema derivado destas práticas tem-se tornado cada vez mais presente na Rússia (obnalichka em Russo) e em países da ex-união Soviética. O grupo de combate à lavagem de dinheiro e financiamento ao terrorismo na Euroásia (EAG), relatou que países como a federação russa, Ucrânia, Turquia, Sérvia, Quirguizistão, Uzbequistão, Arménia e Cazaquistão têm experienciado uma redução significativa no retorno dos impostos base, movendo os negócios para uma componente de dinheiro vivo. Estes processos têm complicado o planeamento e gestão da economia e contribuído para o crescimento de uma economia sombra.

### Questão cronológica
Há situações em que a questão cronológica entre o crime que se diz antecedente e o ato de lavagem de dinheiro não é óbvia. É o que ocorre, por exemplo, quando o agente recebe e oculta valores para a prática de ilícitos futuros, ou nas situações em que os atos de dissimulação antecedem o delito, para facilitar a transferência dos recursos no momento de sua prática. Nesses casos, o ato de encobrimento é anterior à prática do crime.
A relação temporal da lavagem de dinheiro com a infração penal antecedente foi objeto de debates pelo STF na Ação Penal 470, onde foi discutido se, a um agente acusado de corrupção por recebimento de vantagens indevidas, poderia ser também imputada a prática de lavagem de dinheiro, porque os valores lhe foram disponibilizados em espécie após um complexo esquema de gestão fraudulenta de instituição financeira, destinado justamente a ocultar os recursos que seriam destinados à corrupção posterior.
Em sede de Embargos Infringentes, a Corte Suprema afastou a lavagem de dinheiro, por reconhecer que atividades anteriores de mascaramento não são aptas a tipificar a conduta daquele que recebe posteriormente os bens.
Entendeu-se que, no crime de corrupção, o produto só existe — para o corrompido — partir do recebimento da vantagem indevida. É nesse instante que ele passa a dispor dos valores, seja diretamente, seja por intermediários. Antes disso, qualquer procedimento de mascaramento do capital, modificação de seus aspectos, ou translado, se dão sobre bens lícitos, e, portanto, são atípicos.

Em conclusão, o sentido literal do tipo penal de lavagem de dinheiro não abre espaço para reconhecer como típicas condutas de dissimulação anteriores ao início da execução da infração penal da qual são provenientes os recursos mascarados.

## Magnitude
Diversas são as autoridades reguladoras que realizam estimativas anuais acerca da dimensão de dinheiro sendo lavado, quer seja a nível mundial ou ao nível da economia nacional. Em 1996, o porta-voz do FMI estimou que 2-5% de totalidade da economia mundial envolvia dinheiro derivado desta actividade. A Financial Action Task Force on Money Laudering (FATF), um órgão inter-governamental afirmou que "Em geral, é absolutamente impossível produzir uma estimativa fiável da quantidade de dinheiro sendo lavado e que por isso mesmo o FATF não publica quaisquer números relativos a esta prática". Comentadores académicos têm sido, também, incapazes de estimar o volume de dinheiro com qualquer certeza. Várias estimativas acerca da lavagem de dinheiro à escala global são repetidas com frequência suficiente para serem consideradas como verdadeiras, mas nenhum investigador foi até agora capaz de ultrapassar a dificuldade inerente à mensuração de uma actividade ilícita.
Apesar da dificuldade na mensuração, a quantidade de dinheiro sendo lavado todos os anos está na casa do biliões de dólares e representa uma enorme preocupação aos governos nacionais. Consequentemente, governos e órgãos internacionais têm tomado medidas que visam a prevenção, fim e encarceramento dos responsáveis pela lavagem de dinheiro. Instituições financeiras têm também realizado esforços para detectar e prevenir transacções que envolvam dinheiro sujo, quer para cumprir com as exigências governamentais, quer para evitar riscos associados à reputação da instituição. Casos relacionados com lavagem de dinheiro existem há tanto tempo quanto grandes empresas criminosas têm existido. Leis antilavagem de dinheiro têm sido desenvolvidas a par de leis relacionadas com a guerra às drogas. Recentemente, regulamentações antilavagem de dinheiro têm sido encaradas como paralelas ao combate ao terrorismo financeiro, uma vez que ambos envolvem a transmissão de fundos através de sistemas financeiros contudo, assuntos relacionados com lavagem de dinheiro procuram saber de onde os fundos são provenientes enquanto que o combate ao terrorismo financeiro refere-se a descobrir para onde o dinheiro está a ser movido.

## Combate à lavagem de dinheiro

### Criminalização
A Convenção Contra o Tráfico Ilícito de Entorpecentes e Substâncias Psicotrópicas de 1988 reconheceu que a lavagem de dinheiro era o motor das empresas criminosas envolvidas no tráfico de drogas, especialmente porque usavam operações bancárias globais para explorar brechas das leis internacionais e da fiscalização para mobilizar seus recursos financeiros. Em 1998, a Sessão Especial da Assembléia Geral das Nações Unidas (UNGASS) aprovou uma Declaração Política e Plano de Ação contra a Lavagem de Dinheiro, que forneceu disposições mais específicas sobre as questões envolvidas. Além disso, uma estrutura de outros tratados e convenções internacionais sustentou esta iniciativa:
- International Convention for the Suppression of the Financing of Terrorism (1999)
- UN Convention against Transnational Organized Crime (2000), o primeiro instrumento de direito penal destinado a combater esse tipo de atividade,
- UN Convention against Corruption (2003)

A necessidade crucial de ocultar a atividade do crime organizado foi abordada pelos artigos 6 e 7 da Convenção sobre o crime organizado, o artigo 6 exige que os Estados criminalizem a lavagem de dinheiro, enquanto o artigo 7 refere-se a medidas para combatê-la.
Em Portugal, a criminalização foi introduzida por lei de 1993, sob a influência da primeira Directiva comunitária. Em 2004, o crime foi introduzido no Código Penal (Lei n. 11/2004, de 27 de março, que aditou o artigo 368-A).
Em Macau, a criminalização foi introduzida em 1997 pela chamada lei do crime organizado. A matéria foi reformada em 2006 através da Lei n. 2/2006, de 3 de abril.
O Brasil assinou a Convenção de Viena e, em março de 1998, aprovou a Lei n.º 9.613, que tipifica o crime de lavagem de dinheiro. Em 9 de julho de 2012, foi aprovada a Lei 12.683, que revoga a lista de crimes antecedentes necessários para que haja condenação por lavagem. A partir dessa data, todos os crimes previstos no Código Penal Brasileiro são considerados crimes antecedentes.

### Papel das instituições financeiras
Embora os bancos que operam no mesmo país geralmente tenham que seguir as mesmas leis e regulamentos contra lavagem de dinheiro, todas as instituições financeiras estruturam seus esforços contra a lavagem de dinheiro de maneira um pouco diferente. Hoje, a maioria das instituições financeiras em todo o mundo e muitas instituições não financeiras são obrigadas a identificar e relatar transações de natureza suspeita para a unidade de inteligência financeira no respectivo país. Por exemplo, um banco deve verificar a identidade de um cliente e, se necessário, monitorar as transações em busca de atividades suspeitas. Esse processo se enquadra nas medidas "Conheça seu cliente", o que significa conhecer a identidade do cliente e entender os tipos de transações nas quais o cliente provavelmente se envolve. Conhecendo os clientes, as instituições financeiras costumam identificar comportamentos incomuns ou suspeitos, denominados anomalias, que podem ser uma indicação de lavagem de dinheiro.

### Custos e invasão de privacidade
O setor de serviços financeiros se expressou sobre os custos crescentes da regulamentação contra lavagem de dinheiro e os benefícios limitados que alegam trazer. Um comentarista escreveu que "[sem] fatos, a legislação [anti-lavagem de dinheiro] tem sido dirigida à retórica, impulsionada por ativismo mal orientado, respondendo à necessidade de ser "visto fazendo algo", em vez de uma compreensão objetiva dos seus efeitos sobre o crime predicado. A abordagem do pânico social é justificada pela linguagem usada - falamos da batalha contra o terrorismo ou da guerra às drogas". A revista The Economist tornou-se cada vez mais forte em suas críticas a essa regulamentação, particularmente no que se refere ao combate ao financiamento do terrorismo, referindo-se a ela como "falha dispendiosa", embora admita que outros esforços (como reduzir a fraude de identidade e de cartão de crédito) ainda possam ser eficazes no combate lavagem de dinheiro.
Não há uma medição precisa dos custos de regulamentação equilibrados contra os danos associados à lavagem de dinheiro, e tendo em vista os problemas de avaliação envolvidos em tal questão, é improvável que a eficácia das leis sobre financiamento do terrorismo e lavagem de dinheiro possa ser determinada com qualquer grau de precisão. A revista The Economist estimou os custos anuais dos esforços de combate à lavagem de dinheiro na Europa e na América do Norte em US$ 5 bilhões em 2003, um aumento de US$ 700 milhões em 2000. Economistas vinculados ao governo notaram os efeitos negativos significativos da lavagem de dinheiro no desenvolvimento econômico, inclusive minando a formação de capital doméstico, deprimindo o crescimento e desviando o capital do desenvolvimento.
Além dos custos econômicos para implementar leis de combate à lavagem de dinheiro, a atenção inadequada às práticas de  proteção de dados pode acarretar custos desproporcionais aos direitos de privacidade individuais. Em junho de 2011, o comitê consultivo de proteção de dados da União Europeia publicou um relatório sobre questões de proteção de dados relacionadas à prevenção de lavagem de dinheiro e financiamento do terrorismo, que identificaram inúmeras transgressões contra o quadro jurídico estabelecido sobre privacidade e proteção de dados. O relatório fez recomendações sobre como lidar com a lavagem de dinheiro e o financiamento do terrorismo de maneira a salvaguardar os direitos de privacidade pessoal e as leis de proteção de dados.
Muitos países são obrigados por vários instrumentos e normas internacionais, como a Convenção Contra o Tráfico Ilícito de Entorpecentes e Substâncias Psicotrópicas, a Convenção contra o crime organizado transnacional de 2000, a Convenção das Nações Unidas contra a Corrupção de 2003 e as recomendações da Força-Tarefa de Ação Financeira sobre Lavagem de Dinheiro (GAFI) de 1989  para promulgar e fazer cumprir leis contra a lavagem de dinheiro em um esforço para impedir o tráfico de narcóticos, o crime organizado internacional e a corrupção. O México, que enfrentou um aumento significativo de crimes violentos, estabeleceu controles contra a lavagem de dinheiro em 2013 para conter a questão criminal subjacente.

## Por região

### América Latina
A lavagem de dinheiro ainda é uma grande preocupação para o setor de serviços financeiros. Cerca de 50% dos incidentes de lavagem de dinheiro na América Latina foram relatados por organizações do setor financeiro. De acordo com a pesquisa global sobre crimes econômicos da PwC de 2014, na América Latina, apenas 2,8% dos entrevistados na América Latina alegaram sofrer incidentes de leis antitruste ou concorrencial, em comparação com 5,2% dos entrevistados globalmente.

#### Brasil
No sistema legal brasileiro, o conceito legal do crime de "lavagem" ou ocultação de bens, direitos ou valores está estabelecido na Lei 9.613/98 (com redação dada pela Lei 12.683/2012); o Conselho de Controle de Atividades Financeiras (COAF) define o crime de lavagem de dinheiro como “... um conjunto de operações comerciais ou financeiras que buscam a incorporação na economia de cada país, de modo transitório ou permanente, de recursos, bens e valores de origem ilícita e que se desenvolvem por meio de um processo dinâmico que envolve, teoricamente, três fases independentes que, com frequência, ocorrem simultaneamente”.
O Brasil integra desde 1999 o Grupo de Ação Financeira contra a Lavagem de Dinheiro e o Financiamento do Terrorismo (GAFI/FATF) e o Grupo de Egmont de Unidades de Inteligência Financeira. Desde 2000, também faz parte do Grupo de Ação Financeira da América do Sul contra a Lavagem de Dinheiro e o Financiamento do Terrorismo (GAFISUD), agora denominado Grupo de Ação Financeira da América Latina (GAFILAT).

#### Leis
- Lei n.º 7.492, de 16 de junho de 1986
- Lei n° 9.613 de 3 de março de 1998
- Lei n° 10.467, de 11 de junho de 2002, acrescenta o Capítulo II-A ao Título XI do Decreto-Lei no 2.848, de 7 de dezembro de 1940 - Código Penal, e dispositivo à Lei no 9.613, de 3 de março de 1998, que "dispõe sobre os crimes de ‘lavagem’ ou ocultação de bens, direitos e valores; a prevenção da utilização do Sistema Financeiro para os ilícitos previstos nesta Lei, cria o Conselho de Controle de Atividades Financeiras (Coaf), e dá outras providências.
- Lei n.º 12,683, de 9 de julho de 2012, altera a Lei nº 9.613, de 3 de março de 1998, para tornar mais eficiente a persecução penal dos crimes de lavagem de dinheiro.
- Decreto n.º 2.799, de 08.10.98
- Portaria n.º 330, de 18 de dezembro de 1998, do Ministro de Estado da Fazenda
- Portaria n.º 350, de 16.10.02, do Ministro de Estado da Fazenda
- Lei Complementar n.º 105, de 10.01.2001

O Banco Central do Brasil publicou, em 22 de dezembro de 2006, a Circular 3.339, que dispõe acerca dos procedimentos a serem observados pelos bancos múltiplos, bancos comerciais, caixas econômicas, cooperativas de crédito e associações de poupança e empréstimo para o acompanhamento das movimentações financeiras de pessoas politicamente expostas ou PEPs (da sigla inglesa para politically exposed persons) - voltada especialmente para detentores de cargos políticos, membros do poderes Executivo e Judiciário e profissionais que ocupam cargos relevantes na Administração Pública, bem como seus familiares em primeiro grau, que passam a ser acompanhados com mais rigor.

### Ásia

#### Macau
Em Macau, veja-se a Lei n. 2/2006, de 3 de abril, a Lei n. 3/2006, de 10 de abril, o Regulamento Administrativo n. 7/2006, de 15 de maio, e ainda a regulamentação complementar emitida pelas diversas entidades encarregues da supervisão nas várias áreas.

### União Europeia
A quarta iteração da diretiva de combate à lavagem de dinheiro da UE (AMLD IV) foi publicada em 5 de junho de 2015, após a liberação de sua última parada legislativa no Parlamento Europeu. Essa diretiva harmonizou as leis de lavagem de dinheiro da UE com as dos EUA, o que é vantajoso para as instituições financeiras que operam em ambas as jurisdições. A Quinta Diretiva sobre Lavagem de Dinheiro (5MLD) entra em vigor em 10 de janeiro de 2020, abordando uma série de fragilidades no regime de LBC / CFT da União Europeia que vieram à tona após a promulgação da Quarta Diretiva de Lavagem de Dinheiro, AMLD IV). A falta de harmonização nos requisitos de LBC entre os EUA e a UE complicou os esforços de conformidade de instituições globais que buscam padronizar o componente Know Your Customer (KYC) de seus programas de LBC nas principais jurisdições. O AMLD IV promete alinhar melhor os regimes de ABC, adotando uma abordagem mais baseada em risco em comparação com seu predecessor, o AMLD III.
Certos componentes da diretiva, no entanto, vão além dos requisitos atuais na UE e nos EUA, impondo novos desafios de implementação aos bancos. Por exemplo, mais funcionários públicos são incluídos no escopo da diretiva, e os estados membros da UE são obrigados a estabelecer novos registros de "proprietários beneficiários" (ou seja, aqueles que detêm ou controlam cada empresa) que impactarão os bancos. O AMLD IV entrou em vigor em 25 de junho de 2015.
Em 24 de janeiro de 2019, a Comissão Europeia enviou avisos oficiais a dez estados membros como parte de uma repressão à aplicação negligente dos regulamentos de lavagem de dinheiro. A Comissão enviou à Alemanha uma notificação para cumprir, o primeiro passo do procedimento legal da UE contra os estados. Bélgica, Finlândia, França, Lituânia e Portugal receberam pareceres fundamentados, a segunda etapa do procedimento que pode levar a multas. Uma segunda rodada de pareceres fundamentados foi enviada à Bulgária, Chipre, Polônia e Eslováquia. Os dez países têm dois meses para responder ou enfrentar uma ação judicial. A Comissão estabeleceu um prazo de 26 de junho de 2017 para os países da UE aplicarem novas regras contra a lavagem de dinheiro e o financiamento do terrorismo.
Em 13 de fevereiro de 2019, a Comissão adicionou a Arábia Saudita, Panamá, Nigéria e outras jurisdições a uma lista negra de países que representam uma ameaça por causa de controles negligentes no financiamento do terrorismo e lavagem de dinheiro. Esta é uma lista mais extensa do que a de FATF.

#### Portugal
Em Portugal, veja-se a Lei n.º 25/2008, de 5 de junho.